# Kate Corbett
Kate Corbett est une actrice canadienne, née à Holyrood le 5 juillet 1986, dans la province de Terre-Neuve-et-Labrador.

## Biographie
Elle a étudié à l'Université Ryerson à Toronto, en Ontario, se spécialise dans le théâtre. Elle joue dans la série Affaires de famille. Kate a également étudié au Centre Conservatoire Canadian Actors film et a joué dans le court métrage dramatique How Eunice Got Her Baby réalisé par Ana Valine,. 

## Filmographie
- 2015 : Lost Girl (Série Télévisée)
- 2012 : Final View (court métrage)
- 2011 : InSecurity (Série télévisée)
- 2009 : Family Biz, Affaires de famille (Série télévisée) Avalon Keller
- 2009 : How Eunice Got Her Baby (court métrage) Flo